# Tapinoma luteum
Tapinoma luteum es una especie de hormiga del género Tapinoma, subfamilia Dolichoderinae. Fue descrita científicamente por Emery en 1895.
Se distribuye por Botsuana, Kenia, Mozambique, Namibia, Senegal, Sudáfrica y Zimbabue. Se ha encontrado a elevaciones de hasta 1600 metros. Vive en microhábitats como troncos y la hojarasca.